# Неонова лампа

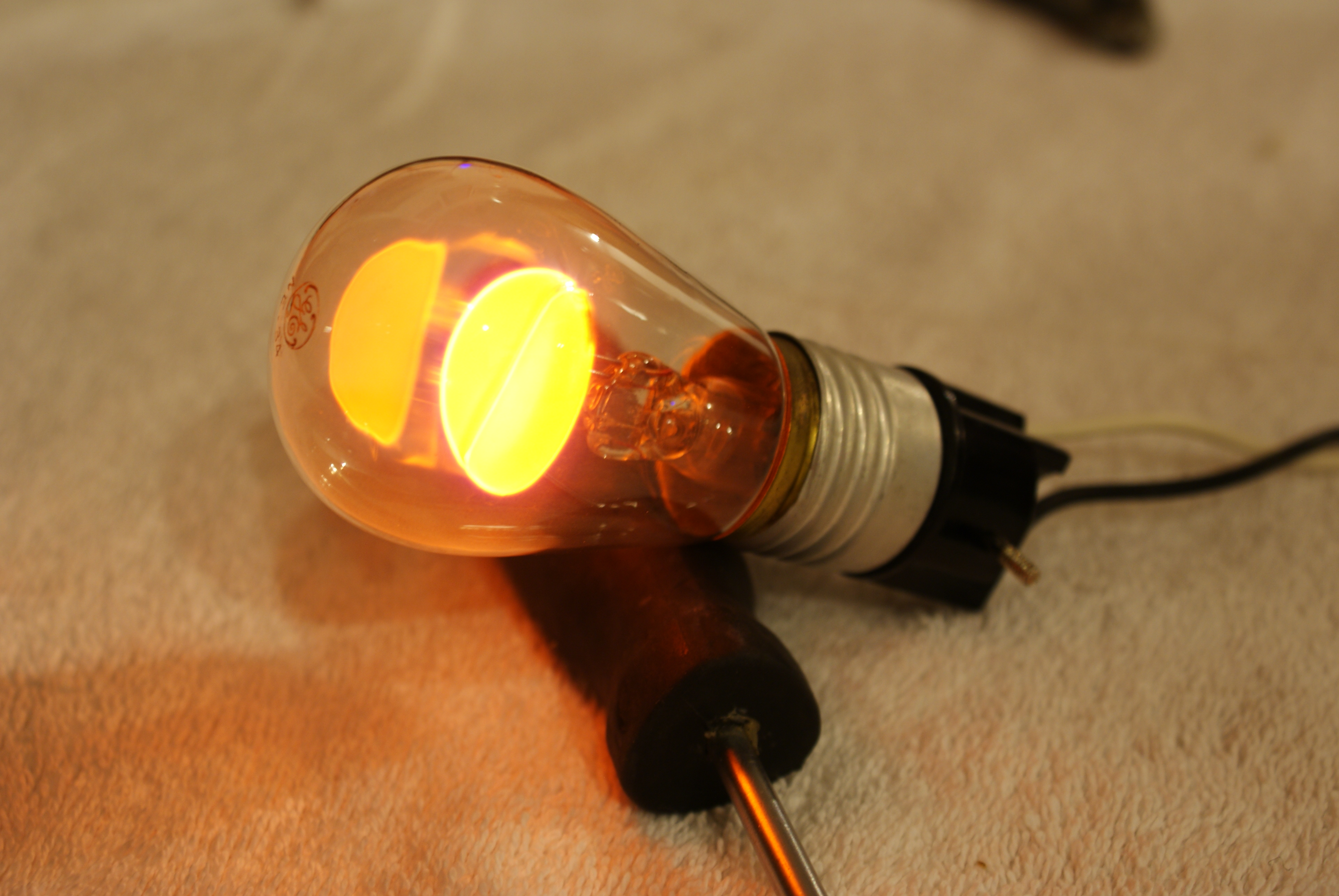
Неонова лампа NE-34.

Неонова лампа — газорозрядна лампа, яка зазвичай складається з невеликої скляної капсули, що містить суміш неону і інших газів за низького тиску, та двох електродів (анода і катода). Коли на електроди подається достатня напруга, між ними протікає відповідний струм, і в лампі з'являється тліючий розряд оранжево-червоного кольору.
Неонові лампи широко застосовуються як індикаторні лампи в дисплеях електронних інструментів та приладів.

## Історія
Неон був відкритий у 1898 році Вільямом Рамзаєм і Морісом Треверсом.
Приблизно у 1917 році Даніель Мур розробив неонову лампу під час роботи у корпорації General Electric. Лампа мала зовсім інший дизайн, запозичений з більших неонових трубок, що використовувалися для неонового освітлення. Різниці у конструкції було достатньо, щоб видати патент США для лампи в 1919 році. За замітками сайту Смітсонівського інституту, «Ці маленькі, малопотужні прилади використовують фізичний принцип, званий коронним розрядом. Мур встановив два електроди близько один до одного в балон, додавши туди неон або аргон. Електроди можуть світитися яскраво червоним або синім кольором, залежно від типу газу, а світити така лампа може роками.
Оскільки електродам можна надати практично будь-якої форми, стало поширеним виготовлення химерних декоративних світильників на їх основі.
Лампи неонового світіння використовувалися як індикатори на панелях побутових приладів, аж до широкого розповсюдження світлодіодів у 1970-х роках».

## Принцип дії

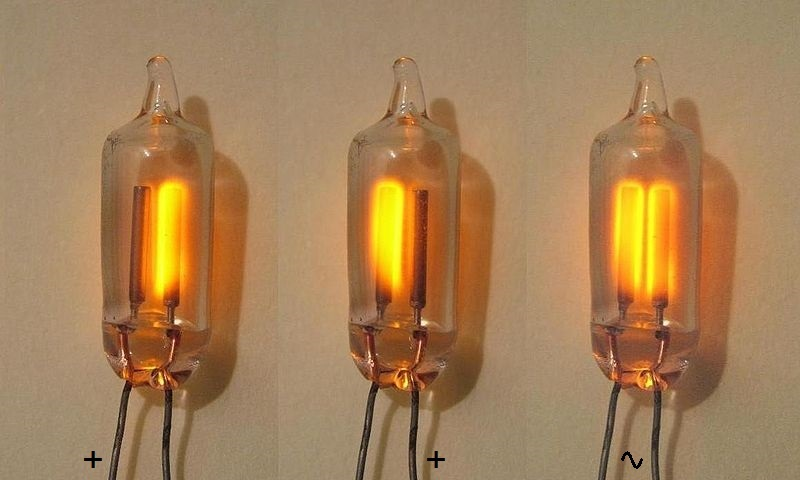
Світіння неонових ламп при змінному і постійному струмах.

Невеликий електричний струм (для 5 мм лампи NE-2 струм спокою становить близько 400 мкА), який може бути як постійним, так і змінним, пропускається крізь трубку з газом і змушує її світитися оранжево-червоним кольором. Газ здебільшого являє собою суміш Пеннінга (99,5 % неону і 0,5 % аргону), яка має більш низьку напругу пробою, ніж чистий неон, при тиску 1-20 Торр. Необхідна напруга для підтримки розряду значно (~ 30 %) нижче за напругу пробою. Це пов'язано з організацією позитивних іонів поблизу катода. У разі живлення від джерела постійного струму світитися буде тільки негативно заряджений електрод (катод). Якщо живлення здійснюється від джерела змінного струму, будуть світитися обидва електроди (кожен почергово протягом півперіоду). Ці властивості роблять неонові лампи (в парі з резисторами) зручними і недорогими тестерами напруги; вони визначають, змінний чи постійний струм видає джерело, у випадку з постійним струмом, можна визначити полярність джерела. Неонові лампи працюють, використовуючи тліючий розряд за низького струму. Більш потужні пристрої, такі як ртутні газорозрядні лампи або металогалогненні лампи використовують більш високий струм дугового розряду.
Після того, як неонова лампа досягає пробивної напруги, крізь неї починає протікати струм великої сили. Через це в електричних схемах треба обмежувати струм крізь електричне коло, оскільки струм буде швидко рости, поки лампа не вийде з ладу. Для індикаторних ламп невеликого розміру струм зазвичай обмежується резистором. Лампи неонових вивісок великого розміру часто використовують спеціальний високовольтний трансформатор з високою індуктивністю розсіювання або інший електричний баласт для обмеження струму.

## Застосування

Газорозрядний індикатор GN-4 на десять цифр

- Завдяки дуже малому споживанню струму, неонова лампа є простим, ощадним і надійним індикатором мережевої напруги.
- Мінімальний струм, необхідний для запалювання неонових ламп низького тиску, настільки малий, що його може надати навіть ємність тіла людини, тобто такі лампи є дуже чутливими. Це використовують у пробниках-індикаторах, що дозволяють виявляти наявність змінної напруги на фазному проводі освітлювальної електромережі або на корпусах приладів.
- Як і всі газорозрядні лампи, неонова лампа може світитися без безпосереднього електричного живлення — від впливу електромагнітного поля, наприклад, від передавальної КХ антени, плазмової лампи або трансформатора Тесли.
- Неонова лампа, що мала високу частоту зміни яскравості світла (до десятків кілогерц), використовувалась в електромеханічному телебаченні для відтворення зображень.

## Цікаві факти
- Колір світіння неонової лампи залежить не лише від складу газової суміші, а й від щільності струму, а також від його частоти. За невеликої густини струму, лампа світить помаранчевим світлом, а у разі її збільшення спектр зміщується у бік червоного. При збільшенні частоти струму до одиниць МГц розряд у лампі, навпаки, синіє.
- Неонова лампа, що живиться змінним струмом, може мерехтіти з частотою, значно меншою, порівняно з частотою живильного струму, і тому помітною оком.
- Часто «неонками» помилково називають ультрафіолетові лампи, що застосовуються для створення враження світіння одягу на дискотеках.